# Christopher Ehret
Christopher Ehret (* 27. Juli 1941; † 25. März 2025) war ein US-amerikanischer Linguist und Historiker. Er war Professor für Afrikanische Geschichte an der University of California at Los Angeles und ein international angesehener Experte für Geschichte Afrikas und afrikanische Historische Linguistik. Bekannt wurde er vor allem für seinen Ansatz, linguistische Taxonomie und archäologische Erkenntnisse miteinander zu verknüpfen.

## Leben
Ehret studierte an der University of Redlands in Kalifornien (B.A. 1963) und der Northwestern University in Illinois (M.A. 1966). Anschließend forschte er als Stipendiat des Social Science Research Council zwei Jahre am damaligen University College Nairobi in Kenia. An der Northwestern University promovierte er im September 1968 zum Ph.D. Thema seiner Dissertation war die Geschichte der südlichen Niloten, deren Vergangenheit er mit linguistischen Methoden zu rekonstruieren versuchte (A Linguistic Approach to the Study of the Past: Southern Nilotic History). 
Noch im selben Jahr wurde er als Assistant Professor an die Abteilung für Geschichte der University of California, Los Angeles (UCLA) berufen, wo er nach vier Jahren zum Associate Professor aufstieg und 1978 eine ordentliche Professur erhielt. 
Er warb Fördermittel der Ford Foundation für die Erforschung der afrikanischen Religionsgeschichte sowie der National Science Foundation ein und erhielt 1982 ein Fulbright-Stipendium für einen Forschungsaufenthalt in Somalia. 1995–2000 war er am Aufbau des von der Rockefeller Foundation geförderten Institute for the Study of Gender in Africa an der UCLA beteiligt. Nach seiner Emeritierung 2011 trug er den Titel eines Distinguished Research Professor der University of California at Los Angeles.

## Historische Werke
Gemeinsam mit dem Archäologen Merrick Posnansky veröffentlichte er 1982 das Standardwerk The Archaeological and Linguistic Reconstruction of African History, das Bezüge zwischen linguistischen und archäologischen Forschungsergebnissen in verschiedenen Teilen Afrikas herstellt. In An African Classical Age (1998) begründet Ehret seine These, dass die Epoche von 1000 v. Chr. bis 400 n. Chr. in Ostafrika ein „klassisches Zeitalter“ gewesen sei, in dem verschiedene wichtige Technologien und gesellschaftliche Strukturen erstmals Gestalt annahmen. Sein Buch Civilizations of Africa: A History to 1800 (2002) umspannt die afrikanische Geschichte vom Ende der letzten Eiszeit bis zum Ende des 18. Jahrhunderts.

## Linguistische Werke
Zu Ehrets linguistischen Arbeiten gehörte eine Rekonstruktion des Kuschitischen (1980), des Proto-Afroasiatischen (1995) und des Proto-Nilosaharanischen (2002). In methodischer Hinsicht stand er dabei in der Tradition der Junggrammatiker.

## Anthropologische Werke
In jüngerer Zeit beschäftigte Ehret sich mit der Rekonstruktion von frühmenschlichen Verwandtschaftssystemen. Sein Interesse galt auch der Übertragung der Methoden linguistischer Rekonstruktion auf anthropologische und weltgeschichtliche Theoriebildung sowie der Verknüpfung linguistischer und genetischer Befunde.

## Schriften
- Ancient Africa: A Global History, to 300 CE. Princeton University Press, Princeton 2023, ISBN 978-0-691-24409-9.
- The Civilizations of Africa: A History to 1800. University Press of Virginia, 2002.
- A Comparative Historical Reconstruction of Proto-Nilo-Saharan. Rüdiger Köppe Verlag, Köln 2001.
- An African Classical Age: Eastern and Southern Africa in World History, 1000 B.C. to A.D. 400. University Press of Virginia, Charlottesville 1998.
- Reconstructing Proto-Afroasiatic (Proto-Afrasian): Vowels, Tone, Consonants, and Vocabulary. University of California Press, Berkeley/Los Angeles 1995.
- The Archaeological and Linguistic Reconstruction of African History (als Hrsg., zus. mit Merrick Posnansky). University of California Press, Berkeley/Los Angeles 1982.
- The Historical Reconstruction of Southern Cushitic Phonology and Vocabulary. Reimer, Berlin 1980.
- Ethiopians and East Africans: The Problem of Contacts. East African Publishing House, Nairobi 1974.
- Southern Nilotic History: Linguistic Approaches to the Study of the Past. Northwestern University Press, Evanston 1971.